# Gaius Musonius Rufus
Gaius Musonius Rufus eller Cajus Musonios Rufus mest känd som bara Musonius var en romersk filosof och stoikier under första århundradet. Han blev utvisad av Nero men återhabiliserades under Galba.  Han är känd som Epiktetos lärare.

## Lära
Hans lära är starkt praktisk i den meningen att filosofins roll är att kultivera människan och göra samtiden lättare för honom. Han filosoferade om gudarna som varande endast själ och kroppen som det korrumperade elementet i mänskligheten. Själens inneboende rationalitet (Grekiska: διάνοια) och den därpå följande etiken upptar stor roll, eftersom filosofin bör innehålla etiska ställningstaganden. Genom att bryta med sina egna barnsligheter, förmår man sig växa upp till en vuxen och etisk människa. Filosofins roll i detta sammanhang blir en hjälp i den brytningen. De råd han ger är många gånger praktiska, som att man inte skall äta för mycket kött och ta hand om sina möbler. Familjen och staten hör samman, i det att familjens värderingar skall vara del av statens. Staten skall förvara familjen. Han var en av de antika filosofer som starkast tog avstånd från barnadråp. Han försvarade också att flickor och pojkar skulle få samma utbildning. Han ansåg att båda könen hade lika stor anledning att studera ämnet med tanke på att båda hade lika stor kapacitet för att fullända sin moral.